# Medaile 70. výročí narození krále Haakona VII.
Medaile 70. výročí narození krále Haakona VII. (norsky Haakon VIIs 70-årsmedalje) je norská pamětní medaile založená roku 1942. V hierarchii norských vyznamenáních se nachází na 33. místě.

## Historie a pravidla udílení
Medaile byla založena dne 27. října 1942. Udělena byla příslušníkům norských ozbrojených sil sloužícím v Británii 3. srpna 1942, v den 70. narozenin krále Haakona VII. Stala se symbolem pokračujícího odporu Norska a symbolem naděje na osvobození. Po jejím založení byla vyznamenaným udílena pouze stuha. První medaile, jejichž autorem byl Oskar Sørensen, byly vyrobeny v roce 1946 zlatnickou společností J. Tostrup v Oslu.

## Popis medaile
Medaile kulatého tvaru o průměru 32 mm je vyrobena z bronzu. Na přední straně je podobizna krále Haakona VII. v admirálské uniformě. Při vnějším okraji je nápis HAAKON 7 NORGES KONGE. Na zadní straně je nápis na třech řádcích TIL MINNE OM • 70 ÅRSDAGEN • 3 AUGUST 1942. Medaile je převýšena královskou korunou.
Stuha je červená se dvěma žlutými pruhy uprostřed.